# 王道トーナメント
王道トーナメント（おうどうトーナメント）は、全日本プロレスが主催するオープントーナメントである。階級は問わず、ヘビー級、ジュニアヘビー級の選手が入り混じって参加する無差別級のトーナメント戦となっている。

## 概要
2013年7月、武藤派の離脱により多くの選手を失った全日本プロレスが、春の祭典「チャンピオン・カーニバル」と並行して、秋の全日本の覇権を狙うものとして開催を決定した。元々は1975年に行われた「オープン選手権」の復活版という位置づけで、サブタイトルも「〜2013オープン選手権〜」としていた。団体、階級、国内外を問わず、時間無制限1本勝負の完全決着ルールによるトーナメントとして新生・全日本プロレスを象徴するイベントとして打って出ている。

## 歴代優勝者・参加者
| 回 | 優勝           | 準優勝         | 全出場選手 | 開催期間             |
| -- | -------------- | -------------- | --- | -------------------- |
| 1  | 曙             | 潮崎豪         | 諏訪魔、秋山準、潮崎豪、大森隆男、曙、KENSO、金丸義信、鈴木鼓太郎、青木篤志、SUSHI、宮原健斗、ジョー・ドーリング、ディーロ・ブラウン、バンビ・キラー、ロウ・キー、ダーク・クエルボ | 2013年9月11日 - 23日 |
| 2  | 潮崎豪         | 諏訪魔         | 諏訪魔、秋山準、潮崎豪、大森隆男、曙、KENSO、金丸義信、鈴木鼓太郎、青木篤志、SUSHI、宮原健斗、ジョー・ドーリング、ゼウス、ボディガー、佐藤光留、吉江豊 | 2014年9月15日 - 28日 |
| 3  | 秋山準         | 曙             | 潮崎豪、諏訪魔、曙、宮原健斗、秋山準、大森隆男、鈴木鼓太郎、金丸義信、青木篤志、ゼウス、KENSO、吉江豊、ボディガー、佐藤光留、石川修司、火野裕士 | 2015年9月10日 - 26日 |
| 4  | 諏訪魔         | ゼウス         | 秋山準、宮原健斗、諏訪魔、大森隆男、ゼウス、青木篤志、野村直矢、青柳優馬、ジェイク・リー、吉江豊、ボディガー、崔領二、佐藤光留、ケンドー・カシン、長井満也、滝澤大志 | 2016年9月4日 - 19日  |
| 5  | 諏訪魔         | 石川修司       | 諏訪魔、宮原健斗、ゼウス、青木篤志、野村直矢、青柳優馬、岩本煌史、ジョー・ドーリング、石川修司、ボディガー、崔領二、佐藤光留、TAJIRI、KAI、ヨシタツ、鈴木鼓太郎 | 2017年9月12日 - 23日 |
| 6  | 宮原健斗       | 真霜拳號       | 諏訪魔、石川修司、宮原健斗、秋山準、ゼウス、ジェイク・リー、野村直矢、青柳優馬、ジョー・ドーリング、崔領二、ボディガー、ヨシタツ、ディラン・ジェイムス、ギアニー・ヴァレッタ、真霜拳號、火野裕士 | 2018年9月15日 - 24日 |
| 7  | ジェイク・リー | 宮原健斗       | 宮原健斗、石川修司、ゼウス、ジェイク・リー、野村直矢、青柳優馬、ジョー・ドーリング、崔領二、ヨシタツ、ディラン・ジェイムス、ギアニー・ヴァレッタ、KAI、滝澤大志、黒潮"イケメン"二郎、サム・アドニス | 2019年9月14日 - 23日 |
| 8  | 諏訪魔         | 芦野祥太郎     | ジェイク・リー、諏訪魔、宮原健斗、ゼウス、ヨシタツ、TAJIRI、イザナギ、本田竜輝、大森北斗、斉藤ジュン、佐藤光留、ライジングHAYATO、芦野祥太郎、羆嵐、SUGI、T-Hawk、デビル紫、石川修司、青柳優馬、大森隆男、岩本煌史、ブラックめんそーれ、田村男児、青柳亮生、斉藤レイ、フランシスコ・アキラ、入江茂弘、土肥こうじ、児玉裕輔、吉田綾斗、アブドーラ・小林、立花誠吾 | 2021年8月15日 - 29日 |
| 9  | 宮原健斗       | ジェイク・リー | TARU、ジェイク・リー、宮原健斗、石川修司、芦野祥太郎、青柳優馬、ヨシタツ、大森隆男、本田竜輝、田村男児、青柳亮生、永田裕志、綾部蓮、野村卓矢、サイラス、野村直矢 | 2022年8月7日 - 20日  |
| 10 | 小島聡         | 本田竜輝       | 宮原健斗、青柳優馬、諏訪魔、石川修司、小島聡、本田竜輝、大森北斗、田村男児、青柳亮生、本田竜輝、斉藤ジュン、斉藤レイ、田村ハヤト、野村卓矢、鈴木鼓太郎、阿部史典、綾部蓮 | 2023年8月19日 - 27日 |
| 11 | 綾部蓮         | 本田竜輝       | 本田竜輝、安齊勇馬、斉藤ジュン、斉藤レイ、宮原健斗、青柳優馬、芦野祥太郎、綾部蓮、大森北斗、田村男児、鈴木秀樹、デイビーボーイ・スミスJr、羆嵐、サイラス、ジョエル・レッドマン、宮本裕向 | 2024年9月14日 - 22日 |
| 12 |                |                | 綾部蓮、斉藤ジュン、宮原健斗、青柳優馬、鈴木秀樹、芦野祥太郎、本田竜輝、大森北斗、羆嵐、デイビーボーイ・スミスJr.、ザイオン、オデッセイ、真霜拳號、野村直矢、関本大介、"ミスター斉藤"土井成樹 | 2025年8月24日 - 31日 |